# Louis Chenard

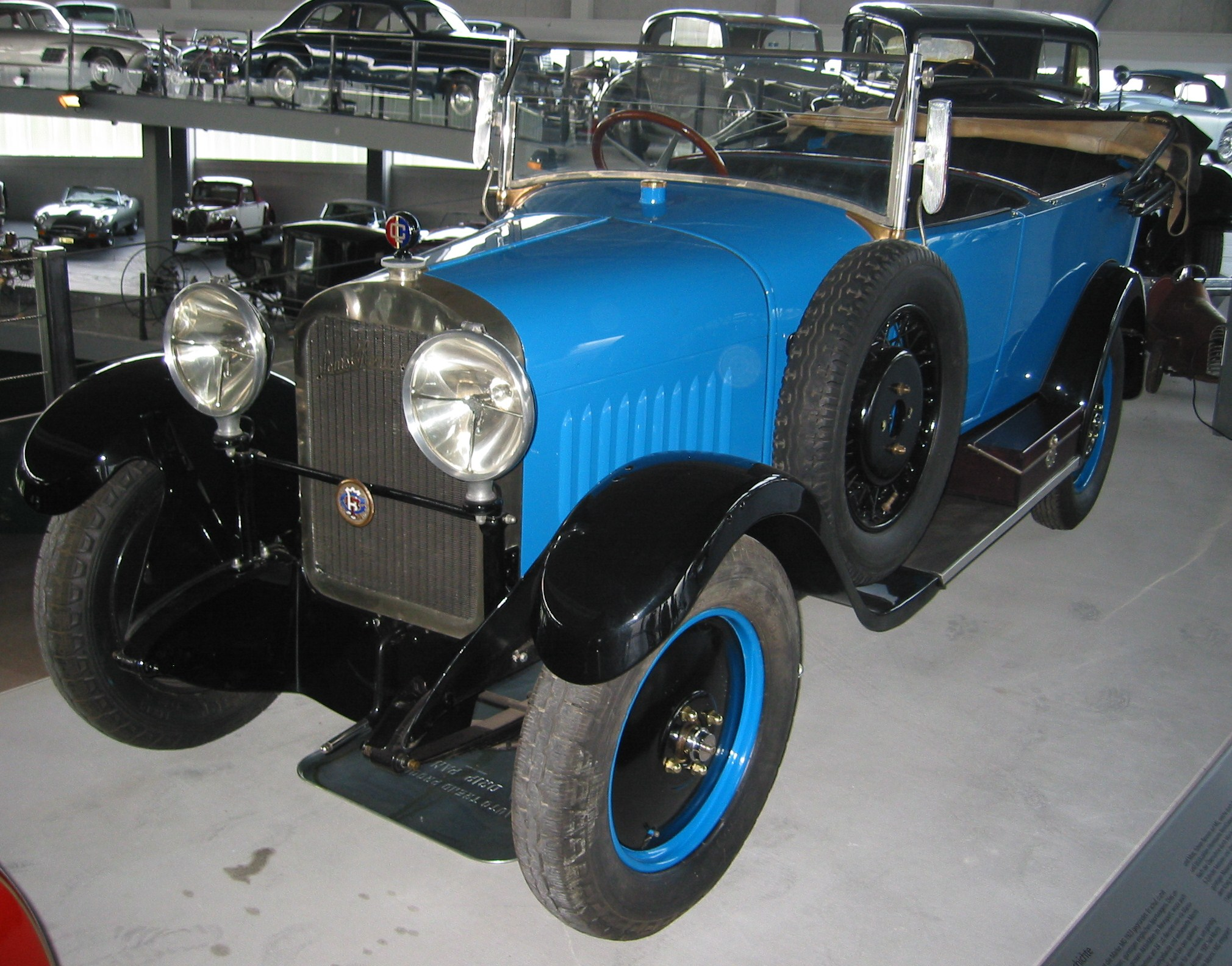
Louis Chenard

Louis Chenard war ein französischer Hersteller von Automobilen.

## Unternehmensgeschichte
Das Unternehmen Automobiles Louis Chenard aus Colombes wurde von Louis Chenard gegründet und begann 1920 mit der Produktion von Automobilen. Der Markenname lautete Louis Chenard. 1932 endete die Produktion.

## Fahrzeuge
Im Angebot standen Modelle mit Vierzylindermotoren, die überwiegend von Chapuis-Dornier stammten. Zu den einzelnen Modellbezeichnungen und verwendeten Motoren gibt es unterschiedliche Angaben:
- 7 CV mit 1093 cm³ Hubraum ab 1923[1]
- 7 CV ohne Hubraumangabe im Jahr 1925[3]
- 7/9 CV mit 1095 cm³ Hubraum und Dreiganggetriebe ab 1920[2]
- 7/9 CV mit 1250 cm³ Hubraum und Dreiganggetriebe ab 1920[3]
- 9 CV mit 1244 cm³ Hubraum ab 1920[1]
- 10 CV mit 1494 cm³ Hubraum und Vierganggetriebe ab etwa 1920[2]
- 10 CV mit 1500 cm³ Hubraum im Jahr 1925[3]
- 10 CV mit 1693 cm³ Hubraum ab 1922[1]

Ein Fahrzeug dieser Marke war 2009 im Pantheon Basel in Muttenz zu besichtigen.